# Rehhof (Wutha-Farnroda)

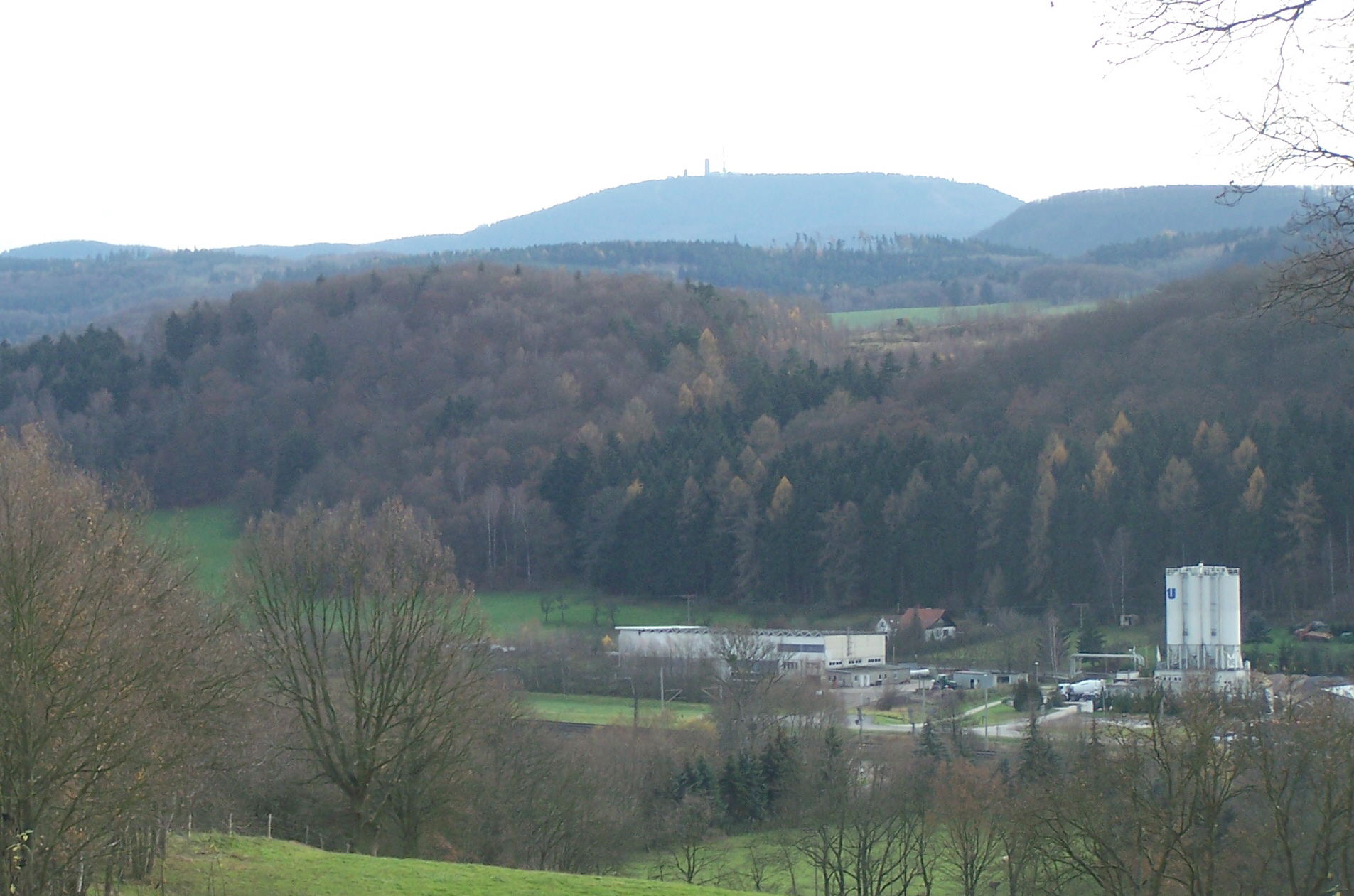
Das Gebiet des früheren Rehhofes (2009)

Der Rehhof ist ein ehemaliges Gehöft im Gebiet der Gemeinde Wutha-Farnroda im Wartburgkreis in Thüringen.

## Lage
Der Rehhof lag zwischen Wutha und Schönau am Nordhang des Rehberges, unmittelbar an der hier inzwischen zur Landesstraße abgestuften Bundesstraße 7.

## Geschichte
Landgraf Friedrich II. schenkte den Rehhof 1325 dem Nikolaikloster Eisenach. Später gehörte Rehhof zur Gemeinde Eichrodt und ging mit dieser in der Gemeinde Wutha auf. Das Gebiet ist heute Teil eines Gewerbegebietes. Der Name Rehhof hat sich als Straßenname und Name eines Gasthofes (Rehhofstübchen) erhalten.